# Phreatosasellus miurai
Phreatosasellus miurai is een pissebed uit de familie Asellidae. De wetenschappelijke naam van de soort is voor het eerst geldig gepubliceerd in 1955 door Chappuis.